# 1998 în literatură
- 1997 în literatură — 1998 în literatură — 1999 în literatură

Anul 1998 în literatură a implicat o serie de evenimente și cărți noi semnificative.

## Cărți noi
- Filter - Filtru - (roman pentru tineret) de scriitorul norvegian Harald Rosenløw Eeg

## Premii
- Premiul Nobel pentru Literatură: José Saramago